# Calyptra pallida
Calyptra pallida är en fjärilsart som beskrevs av Leo Schwingenschuss 1938. Calyptra pallida ingår i släktet Calyptra och familjen nattflyn. Inga underarter finns listade i Catalogue of Life.